# Centri sussidiari di trazione delle Ferrovie dello Stato italiane
I Centri sussidiari di trazione furono degli impianti ferroviari delle Ferrovie dello Stato italiane istituiti durante la seconda Guerra mondiale.
Avevano la funzione di ospitare i mezzi di trazione per allontanarli dai depositi locomotive preesistenti, ubicati all'interno delle città e quindi facilmente soggetti a bombardamenti.
Terminato il periodo bellico essi furono soppressi o trasformati in rimesse o in depositi.

## Cronologia
I primi centri sussidiari di trazione furono istituiti nella seconda metà del 1942, ripristinando le funzioni tipiche dei depositi in impianti che in origine erano stati depositi o rimesse locomotive e che, prima del conflitto, erano stati soppressi con trasferimento dei mezzi di trazione già a essi assegnati ad altri impianti.
Nel 1942 erano attivi (fonti:) i centri sussidiari di trazione di Antrodoco, Arona, Avellino, Brescia, Brindisi, Casale Monferrato, Caserta, Cervignano, Chiusi, Chivasso, Falconara, Ferrara, Genova Pontedecimo, Grosseto, Modica, Orte, Parma, Pontremoli, Potenza, Roma Trastevere, Sant'Agata di Militello, Velletri, Vicenza, Viterbo.
Nel 1946 erano attivi (fonte:) i centri sussidiari di trazione di Antrodoco, Arona, Avellino, Brescia, Brindisi, Casale Monferrato, Caserta, Cervignano, Chiusi, Chivasso, Falconara, Ferrara, Genova Pontedecimo, Grosseto, Modica, Orte, Parma, Pontremoli, Potenza, Sant'Agata di Militello, Velletri, Viterbo.
Nel 1953 erano attivi (fonte:) i centri sussidiari di trazione di Antrodoco, Arona, Brescia, Brindisi, Chivasso, Ferrara, Grosseto, Pontedecimo.

### Riferimenti
1. 1 2 3 4  Nascimbene, La lunga, p. 61.
2. 1 2  Di Iorio, Nei depositi, p. 24.
3. ↑  Ministero dei Trasporti. Ferrovie dello Stato, tav. XIII.